# 毛瑟C78「鋸齒」左輪手槍
毛瑟C78「鋸齒」型轉輪手槍是一款由德國毛瑟公司在19世紀末研發和生產的單動式轉輪手槍。它的口徑分別由6 mm至11 mm不等，並有一個6發彈巢作供彈。它的名稱「鋸齒」來源於其彈巢上的鋸齒形坑紋。

## 歷史

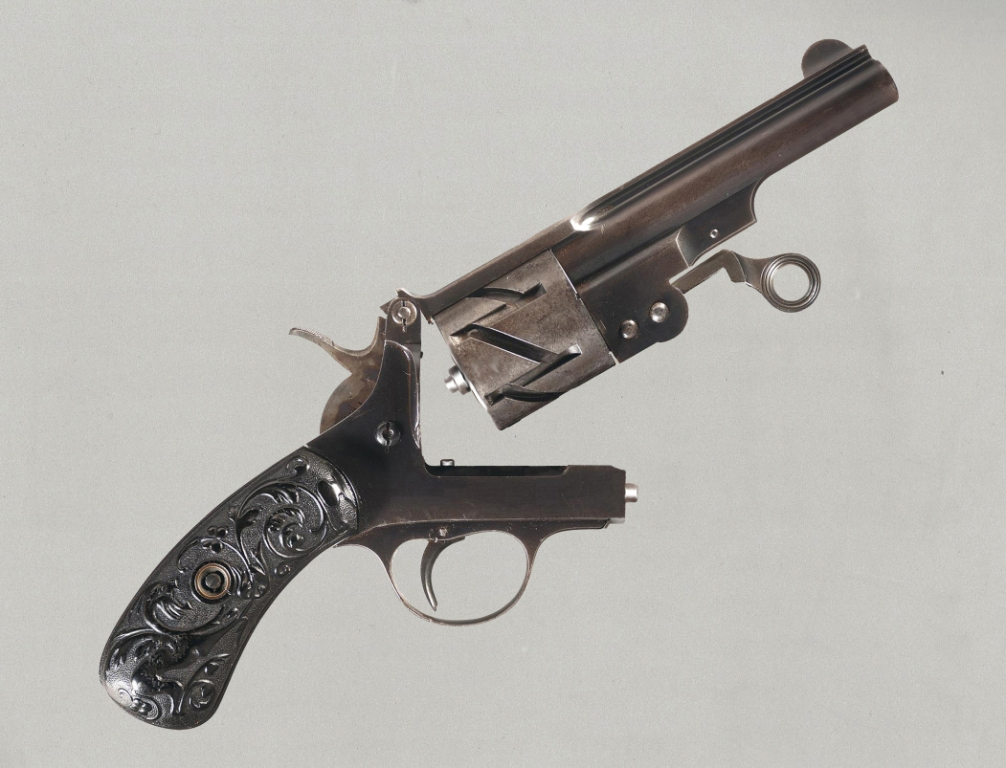
折開後的毛瑟M78。不同於其他的中折式手槍，它的槍管是向上折開的。

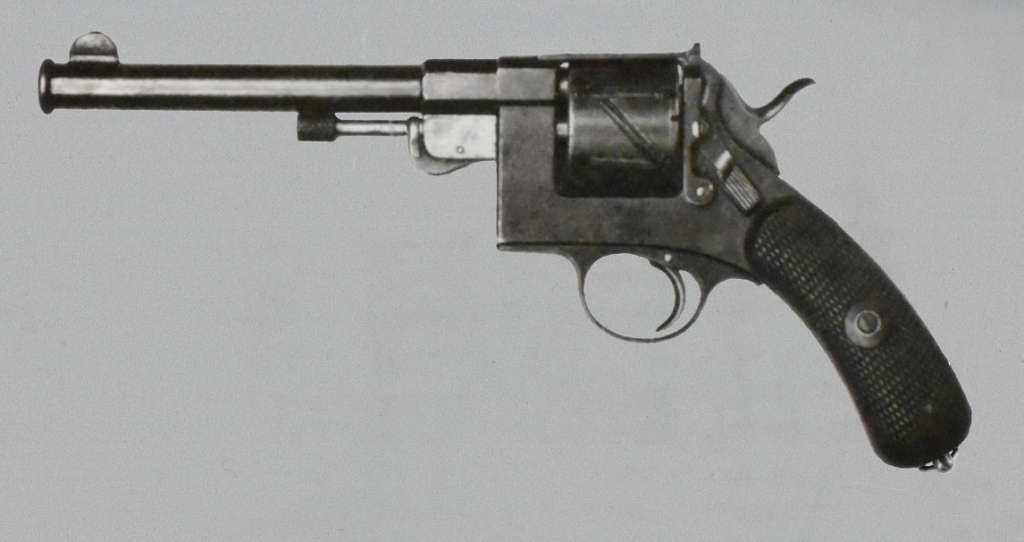
初期型的C78手槍

初期型的C78「鋸齒」型轉輪手槍並不是中折式的，而是裝有一體化的鋼框，裝填則須使用裝填窗。之後， 它被改裝用作參加德國在1879年舉行的軍械測試，目的是找出德國第一款可取代舊式針式底火，使用黃銅彈藥的轉輪手槍。 儘管改裝型在測試中表現頗佳，但卻因為結構過於複雜而未有大量生產。 這是保羅·毛瑟設計的第一款手槍。
隨後，毛瑟為此槍增加了中折式和擺式彈巢的設計。同時，一款裝有槍托，但沒有中折式設計的卡賓槍改型也被推出。在1886年，毛瑟推出了一款9 mm口徑的衍生型。
1896年，德軍開始汰換C78型手槍，並採用半自動的毛瑟C96手槍作為制式手槍。但仍不少舊有的C78轉輪手槍被用於第一次世界大戰。